# Jüdische Gemeinde Ichenhausen
Die Jüdische Gemeinde in Ichenhausen, einer Stadt im schwäbischen Landkreis Günzburg in Bayern, ist erstmals 1541 belegt. 

## Geschichte

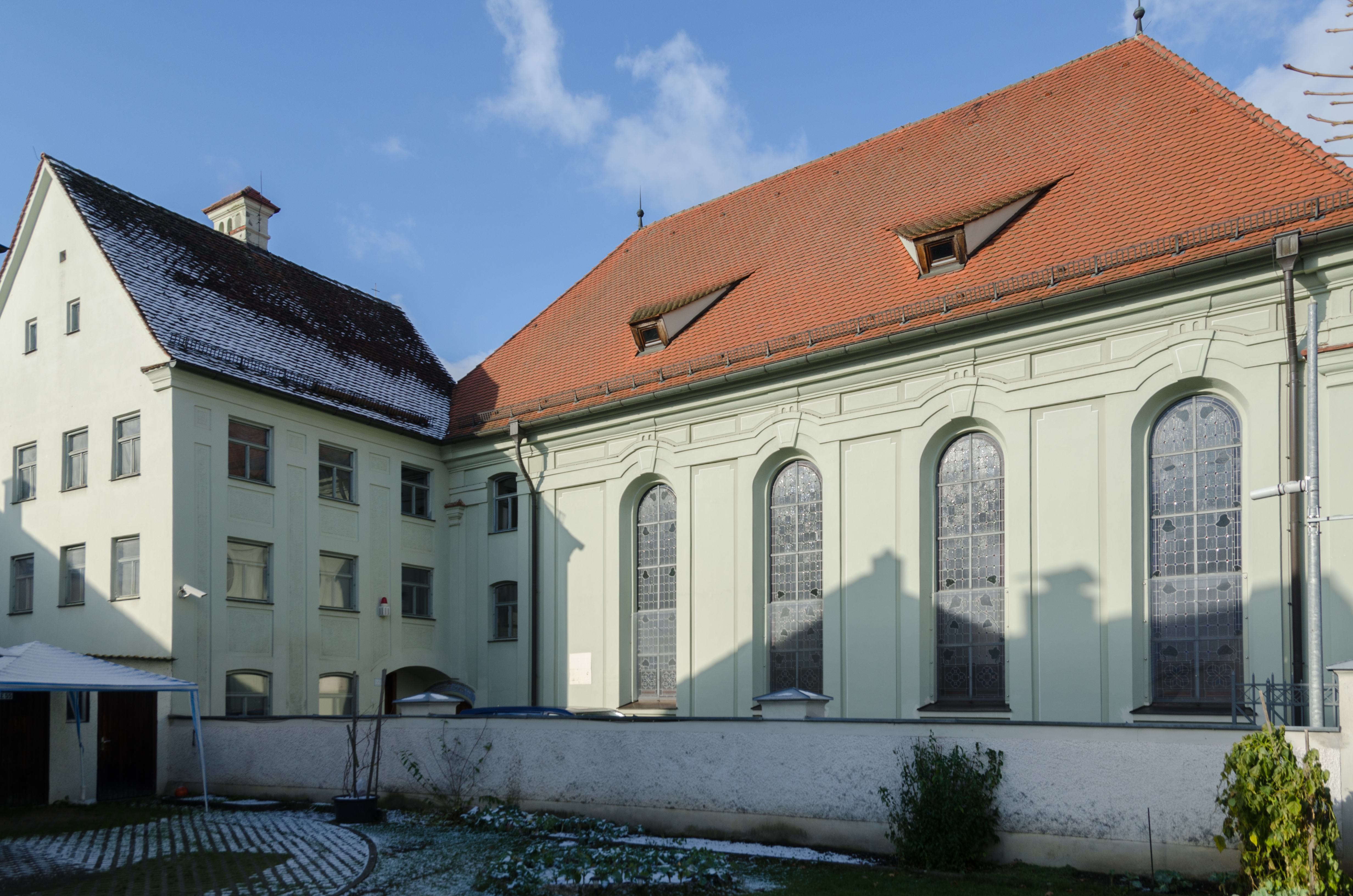
Ehemalige Synagoge Ichenhausen mit ehemaligem Gemeindehaus

Eine Kaiser-Urkunde aus dem Jahr 1618 sicherte den in Ichenhausen niedergelassenen Juden Schutz zu. Beide Herrschaften, die zwei Familien der Freiherren von Stain, erlaubten nach der Teilung des Ortes im Jahr 1657 die Niederlassung von Juden. 
Zahlreiche jüdische Vereine und Institutionen prägten das jüdische Gemeindeleben. Es gab ein jüdisches Altersheim (ab 1919), eine Zweigstelle der Zentralen Wohlfahrtsstelle, den Verein für Krankenfürsorge Bikkur Cholim (gegründet 1880), den Verein für die Verteilung von Brennholz an Bedürftige Ez-Chajim, den Israelitischen Frauenverein (gegründet circa 1735) den jüdischen Jugendverein, einen Sportbund Makkabi, den Lernverein Talmud Thora (mit 47 Mitgliedern im Jahr 1925), den Reichsbund jüdischer Frontsoldaten.  
Die jüdischen Familien lebten bis zur Mitte des 19. Jahrhunderts vor allem vom Handel mit Textilien, Altkleidern und vom Vieh- und Pferdehandel. Einige waren jedoch auch schon in der ersten Hälfte des 19. Jahrhunderts als Landwirte tätig. Um 1850 ging durch Aus- und Abwanderung der jüdischen Einwohner deren Zahl stark zurück. Bis 1869 bildeten die jüdische und die christliche Gemeinschaft auch getrennte bürgerliche Gemeinden mit einer jeweils eigenen Verwaltung, danach wurde eine gemeinsame politische Gemeinde aus Christen und Juden gebildet.

## Nationalsozialistische Verfolgung
Das Gedenkbuch des Bundesarchivs verzeichnet 206 in Ichenhausen geborene jüdische Bürger, die dem Völkermord des nationalsozialistischen Regimes zum Opfer fielen.

## Bevölkerungsstatistik
Nach Fürth war die jüdische Gemeinde Ichenhausen Anfang des 19. Jahrhunderts die zweitgrößte in Bayern.  
| Jahr | Einwohner jüdischer Konfession | Gesamteinwohnerzahl |
| ---- | ------------------------------ | ------------------- |
| 1567 | 13 Familien                    |                     |
| 1624 | 150 Personen                   |                     |
| 1680 | ca. 200                        |                     |
| 1730 | ca. 700                        |                     |
| 1811 | 893                            | 1978                |
| 1867 | 737                            | 2409                |
| 1880 | 669                            | 2548                |
| 1890 | 718                            | 2637                |
| 1900 | 601                            | 2666                |
| 1910 | 437                            | 2688                |
| 1925 | 356                            | 2537                |
| 1933 | 309                            | 2493                |
| 1939 | 216                            | 2418                |
| 1942 | 121                            |                     |
| 1943 | 0                              |                     |